# Ferguson effect
 (novembre 2023).
La mise en forme du texte ne suit pas les recommandations de Wikipédia : il faut le « wikifier ».
Les points d'amélioration suivants sont les cas les plus fréquents. Le détail des points à revoir est peut-être précisé sur la page de discussion.
- Les titres sont pré-formatés par le logiciel. Ils ne sont ni en capitales, ni en gras.
- Le texte ne doit pas être écrit en capitales (les noms de famille non plus), ni en gras, ni en italique, ni en « petit »…
- Le gras n'est utilisé que pour surligner le titre de l'article dans l'introduction, une seule fois.
- L'italique est rarement utilisé : mots en langue étrangère, titres d'œuvres, noms de bateaux, etc.
- Les citations ne sont pas en italique mais en corps de texte normal. Elles sont entourées par des guillemets français : « et ».
- Les listes à puces sont à éviter, des paragraphes rédigés étant largement préférés. Les tableaux sont à réserver à la présentation de données structurées (résultats, etc.).
- Les appels de note de bas de page (petits chiffres en exposant, introduits par l'outil «  Source ») sont à placer entre la fin de phrase et le point final[comme ça].
- Les liens internes (vers d'autres articles de Wikipédia) sont à choisir avec parcimonie. Créez des liens vers des articles approfondissant le sujet. Les termes génériques sans rapport avec le sujet sont à éviter, ainsi que les répétitions de liens vers un même terme.
- Les liens externes sont à placer uniquement dans une section « Liens externes », à la fin de l'article. Ces liens sont à choisir avec parcimonie suivant les règles définies. Si un lien sert de source à l'article, son insertion dans le texte est à faire par les notes de bas de page.
- La présentation des références doit suivre les conventions bibliographiques. Il est recommandé d'utiliser les modèles {{Ouvrage}}, {{Chapitre}}, {{Article}}, {{Lien web}} et/ou {{Bibliographie}}. Le mode d'édition visuel peut mettre en forme automatiquement les références.
- Insérer une infobox (cadre d'informations à droite) n'est pas obligatoire pour parachever la mise en page.

Pour une aide détaillée, merci de consulter Aide:Wikification.
Si vous pensez que ces points ont été résolus, vous pouvez retirer ce bandeau et améliorer la mise en forme d'un autre article.
L' effet Ferguson est une augmentation hypothétique des taux de crimes violents dans une communauté causée par une réduction des services de police proactifs en raison de la méfiance et de l'hostilité de la communauté envers la police. L'effet Ferguson a été proposé pour la première fois après que la police a constaté une augmentation de la violence à la suite de la fusillade de Michael Brown en 2014 à Ferguson, Missouri. Le terme a été inventé par Doyle Sam Dotson III, le chef de la police de St. Louis, pour rendre compte d'un taux de meurtres accru dans certaines villes américaines à la suite des troubles de Ferguson. La question de savoir si l'effet Ferguson existe vraiment fait l'objet de discussions avec de nombreuses études publiées faisant état de conclusions contradictoires concernant l'évolution des taux de criminalité, du nombre d'appels au 911, des homicides et des services de police proactifs,. En outre, l'effet et l'influence de la représentation de la brutalité policière dans les médias sont également contestés,.
Le terme a été inventé par le chef de la police de Saint-Louis, Sam Dotson, dans une chronique de 2014 du St. Louis Post-Dispatch. Dotson a déclaré dans la colonne qu'après les manifestations à Ferguson causées par la fusillade de Michael Brown en août, ses officiers avaient hésité à appliquer la loi par crainte d'être inculpés, et que "l'élément criminel se sent habilité" en tant que résultat.
Le terme est devenu populaire après que Heather Mac Donald l'a utilisé dans un éditorial du Wall Street Journal du 29 mai 2015. L'éditorial a déclaré que l'augmentation du taux de criminalité dans certaines villes américaines était due à "l'agitation" contre les forces de police. Elle a également fait valoir qu'"à moins que la diabolisation des forces de l'ordre ne prenne fin, les gains libérateurs en matière de sécurité urbaine seront perdus", citant un certain nombre d'officiers de police qui ont déclaré que le moral de la police était au plus bas. En 2015, Rahm Emanuel, le maire de Chicago, a suggéré que la réaction nationale contre la brutalité policière a conduit au désengagement des agents, ce qui, à son tour, a entraîné une augmentation des crimes violents.
En mai 2016, le directeur du FBI, James Comey, a utilisé le terme « effet vidéo viral » pour commenter les augmentations significatives des taux d'homicides dans de nombreuses grandes villes américaines au cours du premier semestre. Comey a spécifiquement distingué les villes de Chicago (où les meurtres ont augmenté de 54% par rapport à 2015) et de Las Vegas,,. Le terme a également été utilisé par Chuck Rosenberg, directeur de la DEA.
En octobre 2016, l'effet Ferguson a été cité dans une affaire dans laquelle un policier de Chicago a été battu pendant plusieurs minutes par un suspect mais a choisi de ne pas dégainer son arme de service, inquiète de l'attention des médias qui viendrait si elle tirait sur le suspect,,.
Il existe un grand nombre de recherches contestant l'existence de l'effet Ferguson. Certaines études, comme une étude de 2017, ont révélé que les crimes violents étaient élevés et augmentaient davantage dans les villes où les inquiétudes concernant la violence policière étaient les plus importantes. Plus précisément, une étude de février 2016 de l'Université du Colorado à Boulder a examiné les statistiques sur la criminalité de 81 villes américaines et n'a trouvé aucune preuve d'un effet Ferguson en ce qui concerne les crimes globaux, violents ou contre les biens, mais a identifié une augmentation des taux de vols après le meurtre de Michael. Brown (alors que ces taux diminuaient avant ce tournage). L'étude a conclu que "tout effet Ferguson est limité en grande partie aux villes avec des niveaux de violence historiquement élevés, une grande composition de résidents noirs et des désavantages socio-économiques", indiquant qu'un effet Ferguson peut exister, mais seulement dans certaines régions. Alors que d'autres études, comme une autre étude de 2017, ont montré qu'après la fusillade de Michael Brown, les contrôles de la circulation par la police ont diminué tandis que les taux de réussite ont augmenté lors des perquisitions policières dans l'État du Missouri. L'étude n'a trouvé aucune relation entre les changements dans l'activité policière et les taux de criminalité en contradiction directe avec l'étude précédente car elle est concentrée dans une région avec des niveaux de violence historiquement élevés.
Là encore, une étude de l'Université du Missouri de juin 2016 par Rosenfeld, publiée par l' Institut national de la justice, a révélé qu'il y avait une augmentation "sans précédent" de 16,8 % des homicides dans 56 grandes villes au cours de l'année 2015, et a examiné l'effet Ferguson comme l'une des trois explications plausibles recommandées pour des recherches ultérieures. Rosenfeld a déclaré que "la seule explication qui correspond au bon moment est une version de l'effet Ferguson" et que c'est son "hypothèse principale". D'autre part, une étude de recherche de 2019 intitulée "De-policing en conséquence du soi-disant "effet Ferguson "", un professeur de l'Université de Pennsylvanie, John M MacDonald, a exploré la relation entre les arrestations, la dé-police, et les taux d'homicides à la suite de la brutalité policière à Ferguson, Missouri. Cet article, faisant référence à l'étude de Rosenfield et Wallman, n'a pas trouvé de corrélation entre les arrestations et les taux d'homicides à l'appui de la suppression de la police. Aucune preuve n'a été trouvée pour indiquer que l'augmentation des taux d'homicides en 2015 était due à une modification du nombre d'arrestations, car les mêmes services de police qui ont affiché une augmentation des arrestations ont également entraîné une augmentation des homicides.
Une étude publiée au printemps 2019 par un procureur général américain et un autre avocat américain intitulée "Police-Worn Body Cameras: An Antidote to the 'Ferguson effect?'" a étudié les effets de la mise en œuvre d'une politique qui obligerait les policiers américains à porter des caméras comme moyen de contrecarrer l'effet Ferguson. L'étude a souligné que l'ajout de caméras corporelles portées par la police pourrait être un antidote à la dé-police qui peut se produire à la suite de l'effet Ferguson, citant la théorie de la conscience de soi. Cependant, l'étude attire également l'attention sur les critiques contre la mise en œuvre de caméras corporelles portées par la police en tant que violation du droit à la vie privée des passants dans la vidéo ainsi que de la protection légale des enregistrements de la police. De même, en avril 2018, des professeurs de l'Université d'État du Michigan et de l'Université du Nebraska à Omaha, Scott E. Wolfe et Justin Nix, ont mené une étude intitulée "Expériences des officiers de direction avec l'effet Ferguson" dans le but d'étudier les facteurs qui résultent de l'effet Ferguson chez les cadres de la police. Cette étude a été menée au moyen d'un sondage dans lequel les policiers ont répondu à une série d'attributs allant de positifs à négatifs dans les incidents violents. Les policiers, qu'ils soient dans l'exercice de leurs fonctions ou occupent des postes de direction, sont susceptibles d'exprimer des traits tels que « moins de volonté d'être proactif, une motivation réduite, moins de plaisir au travail et la conviction que la criminalité finira par augmenter à mesure que les policiers » dé-police" attribuée à l'effet Ferguson. Ainsi, la base de ces deux études est fondée sur l'hypothèse que l'effet Ferguson est réel, incitant à de nouvelles recherches basées sur une théorie contestée.
Sur une note différente, les deux études suivantes ont concentré leurs efforts de recherche sur le nombre de rapports de police, révélateur d'un changement de comportement policier. En 2018, USA Today a signalé une forte augmentation des homicides à Baltimore après la mort locale de Freddie Gray en avril 2015, montrant 527 survenus au cours des trois années précédentes, contre 859 au cours des trois années suivantes. Cela s'est accompagné du fait que la police a apparemment fermé les yeux sur les crimes de rue ordinaires, avec une réduction de près de 50% des rapports de police sur les violations potentielles elles-mêmes. En juin 2020, l'économiste de Harvard Roland Fryer et Tanaya Devi ont publié un article montrant des preuves de l'effet Ferguson. Dans cinq villes où une fusillade mortelle devenue virale a précédé une enquête sur la criminalité et la police, ils ont constaté que le taux de crimes violents avait augmenté, entraînant 900 homicides supplémentaires et 34 000 crimes supplémentaires sur deux ans. Ils suggèrent que cela a été causé par des changements dans la quantité de services de police. D'autres théories, telles que les changements dans la confiance de la communauté, n'étaient pas étayées par les données.
En examinant de plus près les effets de la brutalité policière et de la couverture médiatique, une étude intitulée "A 'Ferguson Effect' on 2016 Presidential Vote Preference? Conclusions d'une expérience de cadrage examinant les « électeurs timides » et les indices liés à la police et aux troubles sociaux », Wozniak et al. examinent l'effet des troubles sociopolitiques et de la rhétorique du crime sur la décision des électeurs lors de l'élection présidentielle de 2020. Cette étude a été menée en déterminant si le fait de montrer une image représentant la violence policière à un électeur influencerait sa décision dans les sondages. Les résultats de cette étude ont révélé que voir une image d'un policier et d'un civil augmentait la probabilité qu'un individu montre une préférence de vote et montrer une image de policiers aggravés et violents changerait radicalement le candidat élu. Cependant, en avril 2019, Grace Ketron, en affiliation avec l'Université de Caroline du Nord à Chapel Hill, a publié l'étude "How Media Covered Police Shootings during and After Ferguson: Framing Analysis of Officer-Involved Shootings In 2014 and 2016." Dans cette recherche, le New York Times, Fox News et l'Associated Press ont été examinés en ce qui concerne leur représentation des fusillades policières après les fusillades de Michael Brown et Terence Crutcher dans le but de déterminer si la couverture médiatique des fusillades policières était biaisée en ce qui concerne le rôle que jouent les médias dans la perception du public. Ses résultats montrent que ces trois grandes sources d'information ont présenté les articles sur ces deux fusillades de manière simple, en utilisant une diction avec un ton neutre et en présentant les deux côtés et les opinions de manière équilibrée,. De plus, en septembre 2016, des professeurs de l'Université d'État de l'Arizona, de l'Université du Nebraska à Omaha et de l'Université de Louisville ont publié une étude sur l'évolution du nombre d'agressions violentes et de meurtres de policiers américains en raison de l'augmentation du sentiment antipolicier à la suite des événements à Ferguson, Missouri. Malgré les affirmations des journalistes selon lesquelles une augmentation du nombre de meurtres d'officiers dans l'exercice de leurs fonctions était due à l'attention accrue des médias sur la « guerre contre les flics », les résultats de cette étude de recherche n'ont trouvé aucune preuve indiquant une augmentation du nombre de meurtres de policiers américains.
D'un autre côté, en janvier 2017, Campbell et al. a publié un article intitulé "Le nombre de citoyens abattus par la police augmente-t-il dans l'ère post-Ferguson ?" examinant l'évolution à long terme du nombre de citoyens américains tués par un coup de feu mortel tiré par des policiers dans l'exercice de leurs fonctions après la mort de Michael Brown Jr. à Ferguson, Missouri. Cette étude n'a également trouvé aucune preuve significative indiquant une tendance à la hausse ou à la baisse à long terme du nombre de citoyens tués par balle par des policiers. Le nombre de citoyens tués par balles est instable avec des fluctuations variables sur de courtes périodes. De plus, une étude menée par Galovski et al. intitulé "Exposition à la violence pendant les manifestations de Ferguson : effets sur la santé mentale des forces de l'ordre et des membres de la communauté : effets de l'exposition à la violence à Ferguson" en août 2016, cherchant à déterminer s'il existe une relation entre la proximité avec la violence communautaire et la santé mentale des deux policiers officiers dans l'exercice de leurs fonctions et tous les autres membres de la communauté. Une proximité plus étroite avec la violence communautaire entraîne des changements dans la santé mentale. Les membres de la communauté ont été plus touchés que les policiers et les membres noirs de la communauté ont été plus touchés par la violence à Ferguson que les membres de la communauté blanche.
Dans l'ensemble, la recherche n'apporte pas de réponse décisive à la question de savoir si l'effet Ferguson existe à ce jour. Une étude de mars 2016 menée par les chercheurs de l'Université Johns Hopkins, Stephen L. Morgan et Joel Pally, a noté une forte baisse des arrestations et une augmentation des crimes violents à Baltimore après la mort de Freddie Gray, ce qui correspond à un effet Ferguson. Cependant, ils ont mis en évidence certaines réserves et mises en garde qui ne permettaient pas de savoir si le pic de criminalité devait être considéré comme la preuve d'un effet Ferguson,. En mars 2017, Stephen Edward Simonds Jr., dans le cadre de l'Université de Towson, a publié "The Ferguson Effect—Are Police Anxieties to Blame?" afin d'étudier la dé-police à Burlington, Vermont, Montgomery County, Maryland, et Philadelphie, Pennsylvanie. Cette recherche a trouvé des preuves insuffisantes pour soutenir la théorie de l'effet Ferguson et conclut que l'une des limites de cette étude est le manque de transparence de la Public Data Initiative. En outre, cette étude implique que les études futures devraient déplacer leur attention des données sur la criminalité et les arrestations vers le déclassement et les perspectives des policiers dans l'exercice de leurs fonctions.
En mai 2020, le meurtre de George Floyd, un homme noir, par un policier blanc à Minneapolis a provoqué des manifestations et des troubles généralisés. Certains criminalistes ont suggéré qu'à la suite des manifestations et des émeutes, la ville a connu un « effet Minneapolis », qui faisait allusion à l'hypothèse de « l'effet Ferguson », selon laquelle un maintien de l'ordre moins actif aurait contribué à l'augmentation des taux d'homicides et d'autres crimes violents,.
William Bratton, alors commissaire de police de la ville de New York, a déclaré en 2015 qu'il n'avait vu aucune preuve d'un "effet Ferguson" dans sa ville. Le procureur général des États-Unis, Loretta Lynch, a témoigné devant le Congrès le 17 novembre 2015 qu'il n'y avait "aucune donnée" pour étayer les affirmations selon lesquelles l'effet Ferguson existait. Selon Slate, Ronald L. Davis, ancien chef de la police et directeur exécutif du groupe de travail du président Obama sur la police du 21e siècle, a témoigné lors de la même audience que l'idée que la police ne ferait pas son travail parce qu'elle avait peur était "une insulte à la profession ». En décembre 2015, Edward A. Flynn, chef de la police de Milwaukee, Wisconsin, a déclaré que même si la police était énervée en raison des manifestations anti-police, cela n'était pas le seul responsable de l'augmentation des crimes violents observés dans sa ville récemment, car les taux de tels crimes là-bas ont commencé à augmenter avant que Michael Brown ne soit abattu.
Le président Obama a également déclaré dans un discours prononcé en 2015 devant l' Association internationale des chefs de police que, bien que la violence armée et les homicides aient augmenté dans certaines villes américaines, "jusqu'à présent, du moins dans tout le pays, les données montrent que nous bénéficions toujours de taux historiquement bas de crimes violents » et « Ce que nous ne pouvons pas faire, c'est sélectionner des données ou utiliser des preuves anecdotiques pour orienter les politiques ou alimenter les agendas politiques ».